# Saturnus (god)
Saturnus is een godheid uit de Romeinse mythologie, de Romeinse god van tijd, rijkdom, landbouw en het uitgezaaide graan. Saturnus is gebaseerd op de Griekse god Kronos, wiens mythes zijn geadapteerd voor Latijnse literatuur en kunst. Met zijn vrouw de godin Ops was hij de vader van de oppergod Jupiter.

## Herkomst en betekenis
Zijn Latijnse naam werd in de oudheid verklaard vanuit satus (= gezaaid, cf. sator = zaaier), van serĕre (zaaien), en ook vanuit saturare (= verzadigen), maar deze etymologie is niet zonder problemen. Saturnus wordt alleszins geassocieerd met de landbouw. Evenals de planeet Saturnus is de zaterdag (Saturni dies = dag van Saturnus) naar hem vernoemd. 
 De herkomst van Saturnus is hoogst onzeker (mediterraan? Indo-Europees? Phrygisch? Etruskisch? Illyrisch? Zuiver Italisch? Grieks?). Later werd hij ook geassocieerd met de Griekse Titaan Kronos (Cronus). Kronos was volgens die mythologie de zoon van de hemel- en oergod Ouranos (Uranus). Als de jongste der Titanen bracht hij met behulp van zijn moeder Gaea (Gaia) zijn vader ten val, die uit beduchtheid zijn eigen kinderen, de Cyclopen, de Centimani en de titanen, had verbannen.

### Mythe van Saturnus
Kronos was getrouwd met zijn zus Rhea. Ze hadden kinderen, maar die at hij op uit angst voor een voorspelling dat z'n kinderen hem van de troon zouden stoten. Nadat Zeus, voor de Romeinen Jupiter, hem had verdreven vestigde Kronos zich in Italië. Door de Romeinen werd hij vereerd als Saturnus.

## Tempel op het Forum

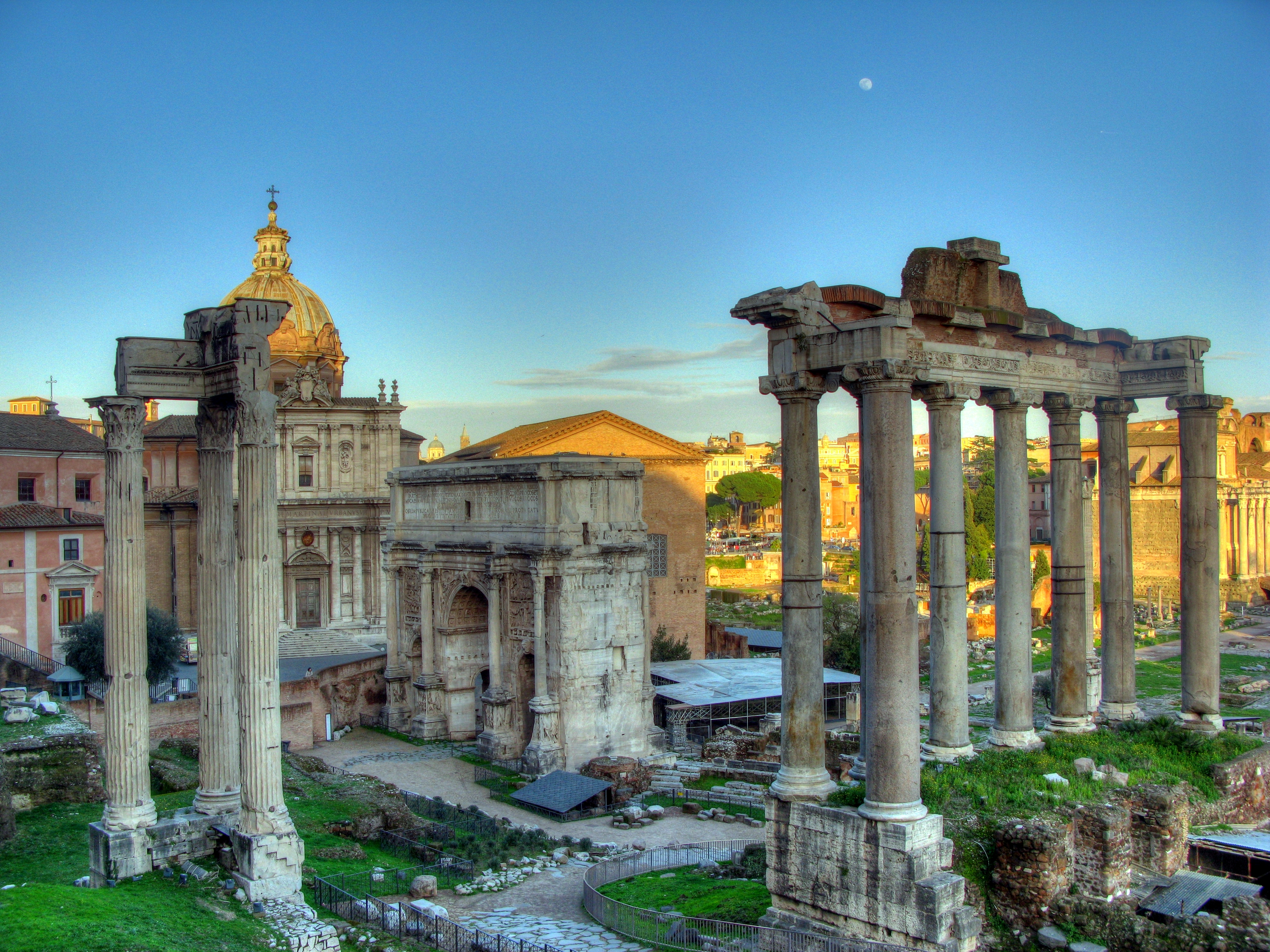
Forum Romanum met triomfboog van Septimius Severus. Rechts de ruïne van de tempel van Saturnus met 8 zuilen.

Sinds het begin van de Republiek had hij op het Forum Romanum, aan de voet van het Capitool, een tempel, het fanum Saturni (ook ara Saturni genoemd). In de 5e eeuw v.Chr. zou koning Tullus Hostilius op die plaats een heiligdom voor Saturnus gesticht hebben (stichtingsdatum 17 december), uit dankbaarheid voor zijn belangrijke overwinning tegen de Sabijnen. Koning Tarquinius Superbus besliste enkele jaren later om het bescheiden heiligdom te vervangen door een heuse tempel. Binnen in deze tempel stond een beeld van een baardige oude man met het hoofd bedekt. In zijn hand hield hij een sikkel of een zeis, dit was het symbool van Saturnus. De voeten van het beeld waren samengebonden met een wollen draad, die tijdens het Saturnalia-feest werd losgemaakt, zodat de god ook kon aanschuiven aan de feestdis. 
 De tempel werd sinds het begin gebruikt als archiefruimte voor wetteksten en verdragen. Daarbinnen bevond zich ook de staatskas, het aerarium populi Romani, ook aerarium Saturni geheten, omdat beweerd werd dat tijdens de regeerperiode van Saturnus geen enkele diefstal gepleegd was, want niemand had toen privébezit. 
Deze oude tempel werd in 43 v.Chr. vernieuwd in opdracht van Lucius Munatius Plancus, en later, in de 4e eeuw na Chr., na een grote brand opnieuw herbouwd. Van dit bouwwerk staan vandaag de dag nog acht granieten zuilen met dwarsbalk overeind.

## DeSaturnalia
In het oude Rome waren de Saturnalia feestdagen, ongeveer in de periode van onze kerstmis gevierd, in herdenking van de Gouden Eeuw van Saturnus. Sinds 217 v.Chr., het jaar waarin de Saturnalia voor het eerst volgens de ritus Graecus werden gevierd, was de hellenisering van Saturnus, en meer bepaald zijn identificatie met de Griekse Kronos, voltooid. De Griekse traditie van het gouden tijdperk, waarin de wereld langdurig vrede en welvaart zou gekend hebben, werd sindsdien ook op Rome en op Saturnus overgedragen.

 Kronos / Saturnus zou namelijk door Zeus / Jupiter van de Olympus zijn verjaagd en per schip in Latium zijn verzeild. Daar leerde hij aan de regerende koning Janus en diens onderdanen de land- en wijnbouw. Als dank daarvoor werd hij als medekoning aangesteld. Op het Capitool zou hij de eerste burcht, de Saturnia, hebben gesticht. Zijn regering werd gekenmerkt door algemene voorspoed, geluk en vrede, een topos die door de Romeinse dichters uit de Augusteïsche periode dankbaar werd aangeboord (cf. de terugkeer van de Saturnia regna in de 4e Ecloge van Vergilius' Bucolica).

## Verspreiding van de cultus
De cultus van Saturnus nam een centrale plaats in in Romeins Noord-Afrika, waar hij vooral bloeide tijdens de 2e en in het begin van de 3e eeuw na Chr. Tot op heden zijn een 3000-tal votiefstelen voor Saturnus teruggevonden.